# Johann Georg Emil von Brause
Johann Georg Emil von Brause (né le 14 décembre 1774 à Stettin et mort le 10 avril 1836 à Berlin) est un général de division prussien qui apporte une contribution significative à l'humanisation de l'éducation militaire prussienne en tant qu'éducateur militaire pour le futur empereur allemand Guillaume Ier, en tant que commandant de toutes les écoles de cadets prussiennes et enfin en tant que directeur de l'École générale de guerre.

## Famille
Johann Georg Emil est le fils du capitaine prussien et directeur postal Johann Georg von Brause (1728–1800) et son épouse Henriette Luise Hermine, née von Schack (de) (1745–1794). Il est le cousin de Friedrich August Wilhelm von Brause et un cousin des frères Wilhelm (de) (1786-1831), Ferdinand (de) (1787-1846), Hans (1791-1866) et August von Schack (de) (1793-1864).
Brause épouse Albertine Karoline von Schlegell de la branche de Zehringen (1777–1845) à Potsdam en 1803. Cinq enfants sont issus de ce mariage :
- Émilie (1804–1849) mariée avec Karl Wilhelm von Willisen (1790–1879)
- Wilhelm Hans Leopold Albert (1806–1806)
- Bertha Johann Auguste (1807–1845) mariée avec Hans David Ludwig Yorck von Wartenburg (1805–1865)[1]
- Ulrike (1810–1847)
- Pauline (1815–1880) mariée avec Friedrich Adolf von Willisen (1798–1864)

L'un de ses petits-fils est le philosophe et seigneur de Klein Œls Paul Yorck von Wartenburg (de) (1835-1897). L'un de ses arrière-arrière-petits-enfants est le comte Peter Yorck von Wartenburg (1904-1944).

## Biographie

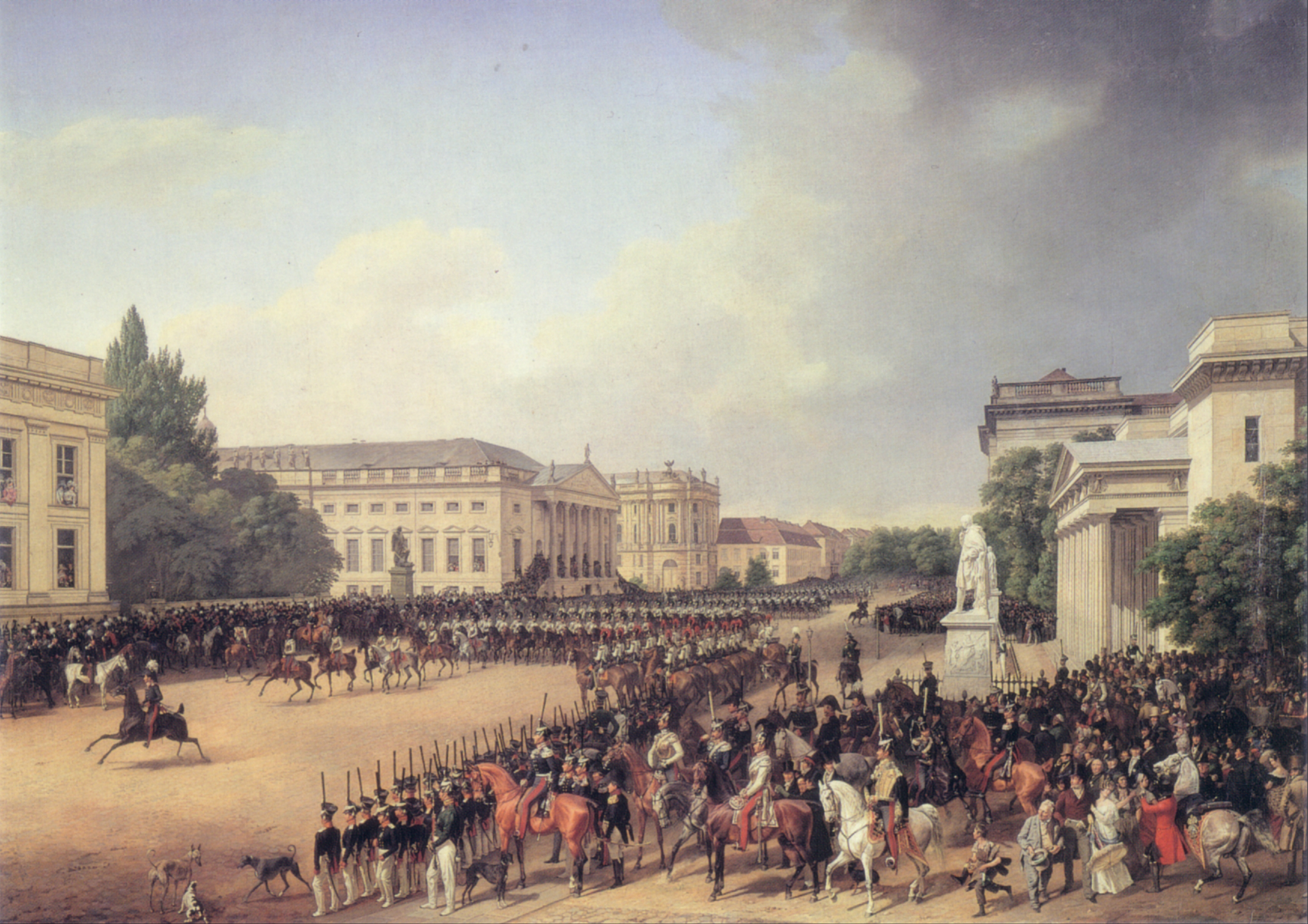
Peinture monumentale de Franz Krüger Parade sur la Place de l'Opéra (1829) avec la représentation enfantinement ludique des cadets sur le bord inférieur gauche de l'image

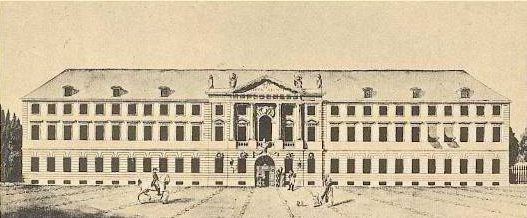
Bâtiment principal de l'institut des cadets de Berlin au 13 Neue Friedrichstraße en face du

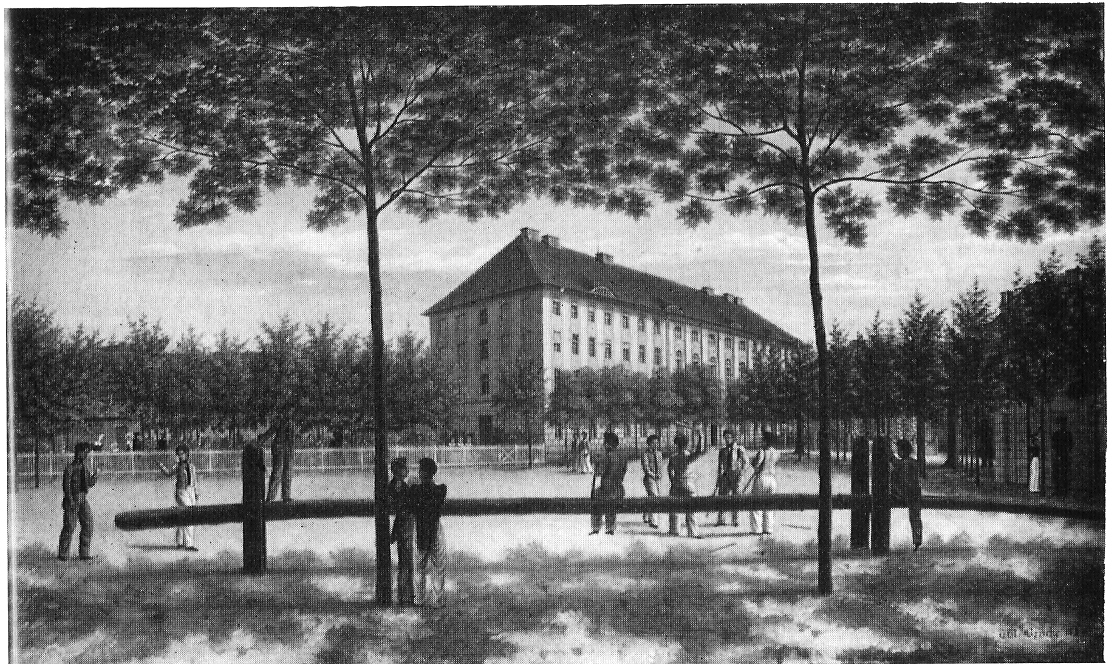
Cadets jouant dans la cour de la maison des cadets de Berlin en 1828

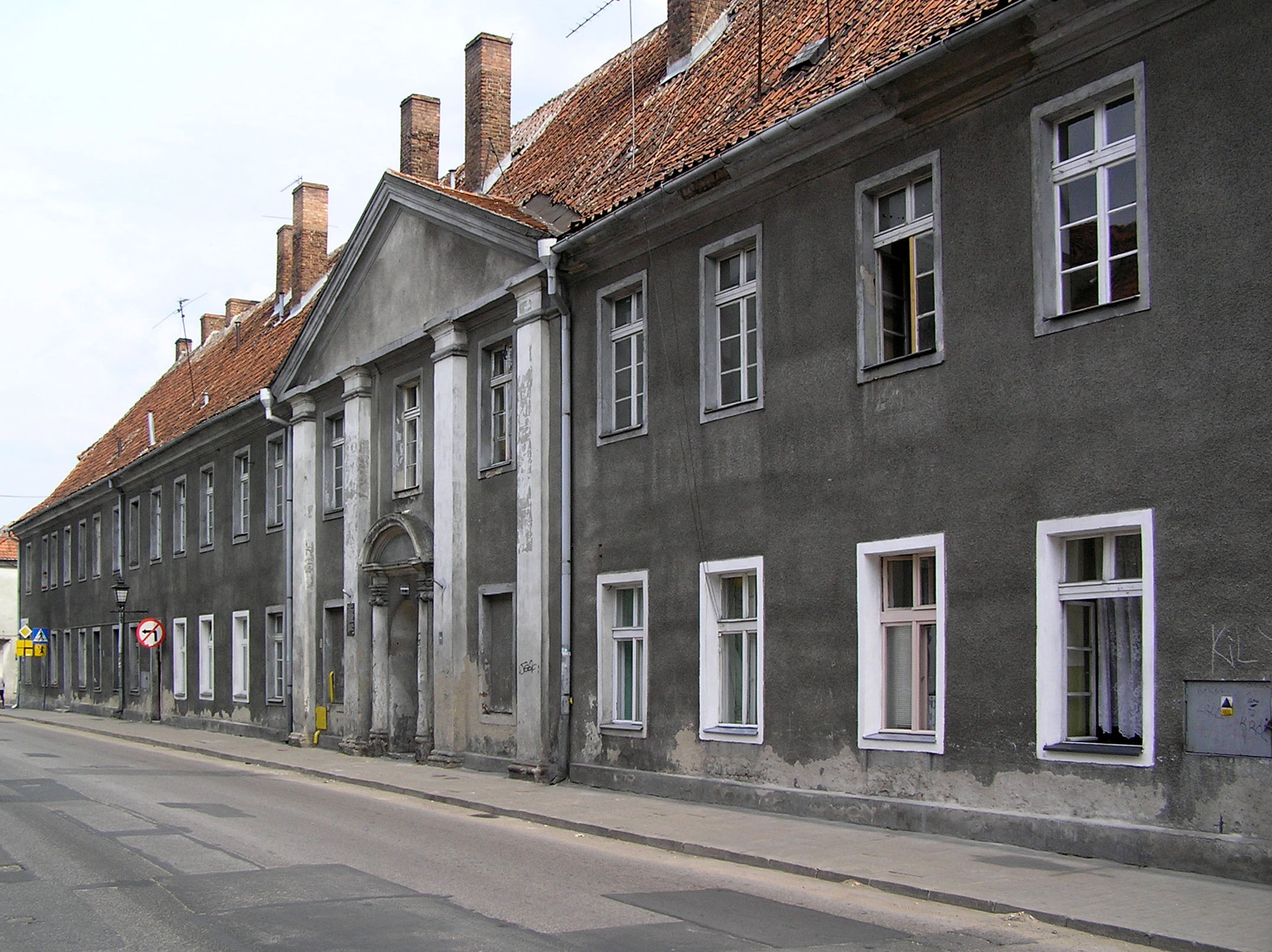
Ancienne maison des cadets de Culm

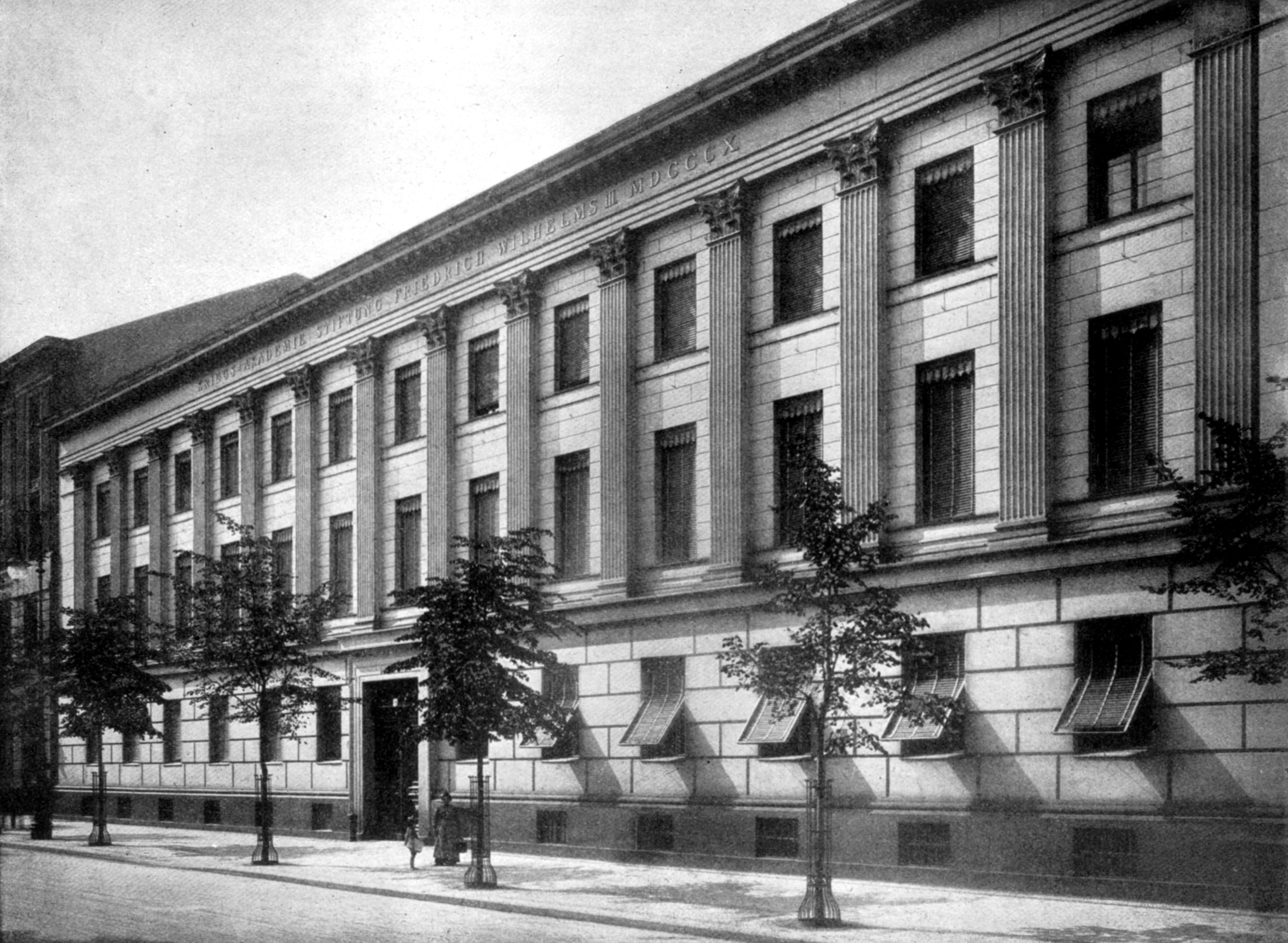
Façade de l'École générale de guerre de Berlin, dont Brause est directeur de 1834 jusqu'à sa mort

Par ordre du cabinet royal du 31 juillet 1788, Brause est admis à l'Académie militaire de Berlin, fondée par Frédéric le Grand en tant qu'école d'élite pour une formation minutieuse à la haute fonction publique. Il commence sa carrière militaire en 1794 comme enseigne dans le 18e régiment d'infanterie du prince héritier, qui est stationné à Potsdam.
Avec Otto August Rühle von Lilienstern, Ernst von Pfuel et son ami d'enfance Heinrich von Kleist, il appartient à un cercle de jeunes officiers instruits qui trouvent leur mentor spirituel dans le colonel Christian von Massenbach.
Après la mobilisation en 1805, Brause devient adjudant du général Alexander von Knobelsdorff et participe à la bataille d'Iéna dans l'entourage immédiat du roi, qu'il accompagne également dans la fuite vers la Prusse-Orientale. Après la paix de Tilsit, il fait partie de l'état-major du général Gebhard Leberecht von Blücher, avec qui il séjourne quelque temps au quartier général du roi suédois Gustave IV. En 1809, il devient adjudant de Bülow à Stargard, qui lui témoigne une grande estime et une grande amitié. Dans la campagne de Russie en 1812, il est avec Florian von Seydlitz et son cousin Wilhelm von Schack (de) adjudant dans l'état-major du général  Ludwig Yorck von Wartenburg et reçoit l'ordre Pour le Mérite et la croix de la Légion d'honneur pour ses services. De retour à Königsberg après la campagne, il participe à la création de la Landwehr prussienne.
Brause est nommé par le roi de Prusse Frédéric-Guillaume III, le 1er mars 1813, éducateur du prince Guillaume de Prusse, futur empereur Guillaume Ier, dont il reste l'ami paternel et le conseiller même après son départ de cette fonction en 1817. Brause sert de médiateur dans le différend sur l'égalité concernant la princesse Élisa Radziwiłł, la petite amie d'enfance du prince Guillaume, et mène des négociations pour son projet de mariage avec la princesse Augusta de Saxe-Weimar-Eisenach
Le 12 septembre 1817, le roi de Prusse le nomme commandant du corps des cadets prussiens et le charge de réorganiser les établissements d'enseignement militaire qui ont été négligés pendant les années des guerres napoléoniennes. Dans cette fonction, Brause milite pour un renouveau complet de la formation scientifique et pédagogique des cadets. Il réussit à convaincre des scientifiques de renom tels que le géographe Carl Ritter et l'historien Johann Wilhelm Löbell ainsi que le théologien Adolf Sydow (de) en tant que prédicateur de l'école des cadets de Berlin et à humaniser l'éducation militaire dans son ensemble en la rendant plus adaptée aux enfants dans l'esprit de Rousseau. La nouvelle maison des cadets de Potsdam est construite sous sa direction en 1822. À Culm, l'établissement des cadets est agrandi et doté d'un vaste jardin. L'institution berlinoise reçoit son propre bâtiment résidentiel pour les enseignants et un grand bâtiment de salle de conférence, dans lequel l'épée de Napoléon, que Blücher a capturée, est conservée. Zelter écrit le 21 août 1831 à son ami Johann Wolfgang von Goethe : La maison des cadets locale est tenue en haute estime à cause de ce général de division von Brause ; il est considéré comme un guide actif, sévère et paternel de la jeunesse et comme un soldat efficace. Franz Krüger exprime artistiquement ce nouveau style d'éducation humaniste de Brause avec la représentation inhabituelle des cadets dans son célèbre tableau Parade sur la place de l'Opéra.
Dans son appartement de fonction au 14 Neue Friedrichstraße et dans sa maison de campagne de Berlin-Lichtenberg, Brause mène une vie mondaine avec sa femme Albertine, éduquée en littérature et cousine du poète Friedrich de La Motte-Fouqué, et leurs filles. La maison de Brause était notamment fréquentée par des ministres d'État comme Altenstein et son beau-frère, le ministre des Postes Karl Ferdinand Friedrich von Nagler, des militaires comme Hermann von Boyen, Oldwig von Natzmer, Wilhelm von Krauseneck, Karl Friedrich von dem Knesebeck ou les frères Adolf Eduard et Ludwig Gustav von Thile ainsi que la famille du général Boguslawski, des dames de la société comme Amalie von Hellwig, Ernestine von Wildenbruch, Lulu comtesse von Stosch avec sa mère Marie von Kleist (de) et Adolphine von Klitzing, des savants comme le géographe nommé Carl Ritter, l'historien Johann Wilhelm Löbell, Friedrich von Raumer, Henrik Steffens, Friedrich August Pischon (de) et les jeunes officiers de l'école des cadets, dont certains occupent plus tard de hautes fonctions militaires en Prusse, comme Albrecht von Roon. Lorsque son cousin Wilhelm von Schack meurt à Berlin en 1831 après une longue maladie, Brause charge Christian Daniel Rauch de peindre un portrait en buste du défunt, vraisemblablement à la demande de la veuve Wilhelmine Auguste von Schack, née von Schütz. Rauch a pu se servir du masque mortuaire de Wilhelm von Schack.
En 1818, Brause est promu colonel et en 1825 major général et en 1829, il reçoit l'ordre de l'Aigle rouge de 2e classe avec feuilles de chêne. Le 30 mars 1834, à sa demande, il est libéré de sa tâche épuisante de commandant des cadets et nommé directeur de l'École générale de guerre, qui devient plus tard l'Académie de guerre.
Brause meurt le 10 avril 1836 à Berlin et est enterré à l'ancien cimetière de garnison de Berlin, en présence d'un grand nombre d'amis et d'admirateurs, parmi lesquels les trois princes royaux Guillaume, Charles et Albert. Sa croix funéraire, offerte par le prince Guillaume, est dévoilée le 10 avril 1838. Elle porte sur son socle la dédicace suivante : Reconnaissance loyale au leader et à ses amis. Guillaume Prince de Prusse". Le tombeau n'est pas conservée.
Lorsqu'on lui demande s'il avait eu de vrais amis dans sa vie, le vieil empereur Guillaume Ier répond, après avoir longuement hésité devant son conseiller de cour Louis Schneider : Oui - Général von Brause, il ne m'a jamais rien demandé.

## Adhésions
- 1818 : membre de la Société sans loi de Berlin